# Ignacy Marcin Tokarczuk
Pour les articles homonymes, voir Tokarczuk.
 Ignacy Marcin Tokarczuk, né le 1er février 1918 à Lubianki en Autriche-Hongrie et mort le 29 décembre 2012 à Przemyśl, est un prélat catholique polonais.

## Biographie
Ignacy Marcin Tokarczuk est ordonné prêtre en 1942. En 1965, il est nommé  évêque de Przemyśl  et archevêque en 1991. Tokarczuk prend sa retraite en 1993.

## Sources
- Profil sur Catholic hierarchy
- Biographie officielle(pl)